# Pellegrue
Pellegrue är en kommun i departementet Gironde i regionen Nouvelle-Aquitaine i sydvästra Frankrike. Kommunen ligger i kantonen Pellegrue som tillhör arrondissementet Langon. År 2022 hade Pellegrue 899 invånare.

## Befolkningsutveckling
Antalet invånare i kommunen Pellegrue
Referens:INSEE